# Morris Stoloff
Morris Stoloff (1 de agosto de 1898 — 16 de abril de 1980) é um compositor estadunidense. Venceu o Oscar de melhor trilha sonora em três ocasiões: por Modelos, The Jolson Story e Song Without End, ao lado de Harry Sukman e Carmen Dragon.

## Gravações
- "Picnic", Decca DL-78320
- "Love Sequence", Decca DL-8407
- "This is Kim" (as Jeanne Eagels), Decca DL-8574
- "You Made Me Love You", Decca DL-9034
- "Rock-a-bye Your Baby", Decca DL-9035
- "You Ain't Heard Nothin' Yet", Decca DL-9037
- "Fanny", Warner Brothers WBS-1416
- "1001 Arabian Nights", Colpix SCP-410
- "Song Without End", Colpix SC-506
- "Finian's Rainbow", Reprise FS-2015
- "Miss Sadie Thompson", Mercury MG-25181